# Robert W. DeForest
Robert Weeks DeForest, né le 25 avril 1848 à New York et mort le 6 mai 1931 dans la même ville, est un avocat, dirigeant, financier et un philanthrope américain. 

## Biographie
Robert Weeks DeForest naît le 25 avril 1848 à New York.
Il est diplômé du Yale College en 1870 et de la faculté de droit de l'Université Columbia en 1872.
Il crée un cabinet d'avocats prospère et, pendant 50 ans, il est directeur juridique de la Central Railroad of New Jersey, devenant ainsi l'un des hommes les plus riches des États-Unis.
Robert Weeks DeForest meurt le 6 mai 1931 dans sa ville natale.